# Quintana del Castillo
Quintana del Castillo – gmina w Hiszpanii, w prowincji León, w Kastylii i León, o powierzchni 155,71 km². W 2011 roku gmina liczyła 869 mieszkańców.